# Вик (Риген)
Вик (њем. Wiek) општина је у њемачкој савезној држави Мекленбург-Западна Померанија. Једно је од 42 општинска средишта округа Риген. Према процјени из 2010. у општини је живјело 1.193 становника. Посједује регионалну шифру (AGS) 13061043.

## Географски и демографски подаци
Вик се налази у савезној држави Мекленбург-Западна Померанија у округу Риген. Општина се налази на надморској висини од 2 m. Површина општине износи 25,5 km². У самом мјесту је, према процјени из 2010. године, живјело 1.193 становника. Просјечна густина становништва износи 47 становника/km².